# Дискографија Малуме
Овде се налази списак свих албума и синглова колумбијског певача и композитора Малуме.

## Албуми

### Студијски албуми
| Година                                                                   | Албум                                        | Позција на листама | Позција на листама | Позција на листама | Позција на листама | Позција на листама | Сертификати                                                                        |
| Година                                                                   | Албум                                        | АРГ                | МЕКС               | ШПА                | УРУ                | EUA Latín          | Сертификати                                                                        |
| ------------------------------------------------------------------------ | -------------------------------------------- | ------------------ | ------------------ | ------------------ | ------------------ | ------------------ | ---------------------------------------------------------------------------------- |
| 2012                                                                     | Magia - Издање: 7. 8. 2012                   | —                  | —                  | —                  | —                  | —                  | - КОЛ: златни                                                                      |
| 2015                                                                     | Pretty Boy, Dirty Boy - Издање: 30. 10. 2015 | 14                 | 6                  | 6                  | 20                 | 4                  | - МЕКС: златни - САД: 2× платинасти (Latin) - КОЛ: дијамантски - ЧИ: 2× платинасти |
| 2017                                                                     | X - Издање: 17. 8. 2017                      |                    |                    |                    |                    |                    |                                                                                    |
| „—” означава да албум није изашао или се није позиционирао у тој држави. |                                              |                    |                    |                    |                    |                    |                                                                                    |

### Микстејпови
| Година | Mixtapes                                                             |
| ------ | -------------------------------------------------------------------- |
| 2015   | PB.DB. The Mixtape - Издање: 13. 1. 2015 - * Формати: CD и дигитално |

## Песме
| Година | Песма                             | Позиција на листама | Позиција на листама | Позиција на листама | Позиција на листама | Позиција на листама | Позиција на листама | Позиција на листама | Позиција на листама | Позиција на листама | Сертификати                                                                          | Албум                         |
| Година | Песма                             | COL                 | ARG                 | Чиле · CHI          | MEX                 | ESP                 | EUA                 | EUA Latin           | EUA Latin Pop       | VEN                 | Сертификати                                                                          | Албум                         |
| ------ | --------------------------------- | ------------------- | ------------------- | ------------------- | ------------------- | ------------------- | ------------------- | ------------------- | ------------------- | ------------------- | ------------------------------------------------------------------------------------ | ----------------------------- |
| 2011   |                                   | —                   | —                   | —                   | —                   | —                   | —                   | —                   | —                   | —                   |                                                                                      | Magia                         |
| 2011   |                                   | —                   | —                   | —                   | —                   | —                   | —                   | —                   | —                   | —                   |                                                                                      | Magia                         |
| 2011   |                                   | —                   | —                   | —                   | —                   | —                   | —                   | —                   | —                   | —                   |                                                                                      | Magia                         |
| 2012   |                                   | —                   | —                   | —                   | —                   | —                   | —                   | —                   | —                   | —                   |                                                                                      | Magia                         |
| 2012   |                                   | —                   | —                   | —                   | —                   | —                   | —                   | —                   | —                   | —                   |                                                                                      | Magia                         |
| 2013   |                                   | 2                   | —                   | —                   | —                   | —                   | —                   | —                   | —                   | —                   |                                                                                      | Magia                         |
| 2014   | (con Eli Palacios)                | —                   | —                   | —                   | 150                 | 30                  | —                   | 24                  | 8                   | —                   | - ШПА: платинасти                                                                    | PB.DB The Mixtape             |
| 2014   |                                   | —                   | —                   | —                   | —                   | —                   | —                   | 48                  | 37                  | —                   |                                                                                      | PB.DB The Mixtape             |
| 2014   |                                   | 17                  | —                   | —                   | 6                   | —                   | —                   | —                   | —                   | —                   |                                                                                      | PB.DB The Mixtape             |
| 2014   |                                   | —                   | —                   | —                   | —                   | —                   | —                   | —                   | —                   | —                   |                                                                                      | PB.DB The Mixtape             |
| 2014   |                                   | —                   | —                   | —                   | —                   | —                   | —                   | —                   | —                   | —                   |                                                                                      | —                             |
| 2015   |                                   | 2                   | —                   | —                   | 100                 | 53                  | —                   | —                   | —                   | 90                  |                                                                                      | Pretty Boy, Dirty Boy         |
| 2015   |                                   | 1                   | —                   | —                   | 21                  | 23                  | —                   | 3                   | 2                   | 1                   | - АРГ: платинасти - ИТА: златни - МЕКС: златни - ШПА: 3× платинасти                  | Pretty Boy, Dirty Boy         |
| 2016   |                                   | 1                   | 5                   | —                   | 1                   | 24                  | 125                 | 4                   | 4                   | 1                   | - МЕКС: златни - ШПА: 2× платинасти                                                  | Pretty Boy, Dirty Boy         |
| 2016   |                                   | 3                   | 5                   | 8                   | 6                   | 72                  | —                   | 7                   | 2                   | —                   | - ШПА: платинасти                                                                    | Pretty Boy, Dirty Boy         |
| 2016   | (con Noriel, Bryant Myers y Juhn) | 21                  | —                   | —                   | —                   | 55                  | —                   | 15                  | —                   | —                   | - ЧИ: Platino - ШПА: златни - САД: 4× платинасти (Latin)                             | Trap Capos: Season 1 y Maluma |
| 2017   |                                   | —                   | —                   | —                   | —                   | —                   | —                   | —                   | —                   | —                   |                                                                                      | X                             |
| 2017   |                                   | 2                   | 1                   | 1                   | 1                   | 2                   | 48                  | 2                   | 1-                  | 3                   | - ЧИ: 2× платинасти - ШПА: 2× платинасти - САД: 20× платинасти (Latin) - ИТА: златни | X                             |
| 2017   |                                   | 4                   | 1                   | 8                   | 30                  | 17                  | 112                 | 12                  | 18                  | 84                  | - ШПА: златни - САД: златни (Latin)                                                  | F.A.M.E                       |
| 2017   |                                   | —                   | —                   | —                   | —                   | 84                  | —                   | 35                  | —                   | —                   |                                                                                      | F.A.M.E                       |
| 2017   |                                   | —                   | —                   | —                   | —                   | —                   | —                   | 49                  | —                   | —                   |                                                                                      | F.A.M.E                       |
| 2017   |                                   | —                   | —                   | —                   | —                   | —                   | —                   | —                   | —                   | —                   |                                                                                      | F.A.M.E                       |

### Као гост
| Година | Песма                                        | Позиција на листама | Позиција на листама | Позиција на листама | Позиција на листама | Позиција на листама | Позиција на листама | Позиција на листама | Позиција на листама | Сертификати | Албум          |
| Година | Песма                                        | COL                 | АРГ                 | MEX                 | ШПА                 | САД                 | EUA Latin           | EUA Latin Pop       | ВЕН                 | Сертификати | Албум          |
| ------ | -------------------------------------------- | ------------------- | ------------------- | ------------------- | ------------------- | ------------------- | ------------------- | ------------------- | ------------------- | --- | -------------- |
| 2014   | (Jorge Villamizar con Elvis Crespo y Maluma) | —                   | —                   | —                   | —                   | —                   | 43                  | 20                  | —                   | | —              |
| 2014   | (Elvis Crespo con Maluma)                    | —                   | —                   | —                   | —                   | —                   | 49                  | 27                  | —                   | | —              |
| 2014   | (Pipe Bueno con Maluma)                      | —                   | —                   | 23                  | —                   | —                   | —                   | —                   | —                   | | —              |
| 2015   | (Maía con Maluma)                            | —                   | —                   | —                   | —                   | —                   | —                   | —                   | —                   | | Maía           |
| 2015   | (Danny Romero con Maluma)                    | —                   | —                   | —                   | 16                  | —                   | —                   | —                   | —                   | - ШПА: златни | —              |
| 2015   | (J Quiles con Maluma)                        | —                   | —                   | —                   | 88                  | —                   | —                   | —                   | —                   | | —              |
| 2015   | (Tomas the Latin Boy con Maluma)             | —                   | —                   | —                   | —                   | —                   | —                   | 23                  | 1                   | | The Latin Boy  |
| 2016   | (Baby Rasta & Gringo con Maluma)             | —                   | —                   | —                   | 96                  | —                   | —                   | —                   | —                   | | —              |
| 2016   | (Thalía con Maluma)                          | —                   | 4                   | 20                  | 22                  | —                   | 16                  | 4                   | —                   | - ШПА: платинасти - EUA: 2× платинасти (Latin) - МЕКС: 3× платинасти + златни | Latina         |
| 2016   | (Leslie Grace con Maluma)                    | —                   | —                   | —                   | —                   | —                   | —                   | 25                  | —                   | | —              |
| 2016   | (Anitta con Maluma)                          | —                   | —                   | —                   | —                   | —                   | —                   | —                   | —                   | | —              |
| 2016   | (Luny Tunes con Don Omar y Maluma)           | —                   | —                   | —                   | 88                  | —                   | —                   | —                   | 3                   | | Mas Flow 3     |
| 2016   | (Ricky Martin con Maluma)                    | 4                   | 3                   | 1                   | 3                   | —                   | 4                   | 1                   | 11                  | - ШПА: 4× платинасти - ИТА: златни - МЕКС: дијамантски | —              |
| 2016   | (Sin зас con Maluma)                         | —                   | —                   | 19                  | —                   | —                   | —                   | —                   | —                   | | Una Última Vez |
| 2016   | (Shakira con Maluma)                         | 2                   | 4                   | 1                   | 1                   | 51                  | 1                   | 1                   | 2                   | - НЕМ: златни - БЕЛ: златни - ШПА: 4× платинасти - САД: 16× платинасти (Latin) - ФРА: платинасти - ИТА: 2× платинасти - МЕКС: платинасти - ПОЉ: платинасти - ШВЕ: златни - ШВА: златни | El Dorado      |
| 2016   | (Piso 21 con Maluma)                         | 16                  | —                   | 37                  | 63                  | —                   | 49                  | —                   | —                   | - ШПА: 2× платинасти | Sin Album      |
| 2017   | (Felipe Peláez Ft. Maluma)                   | 3                   | —                   | —                   | 29                  | —                   | —                   | —                   | —                   | - МЕКС: златни |                |
| 2017   | (Cosculluela ft. Maluma)                     | 30                  | —                   | —                   | —                   | —                   | —                   | —                   | —                   | — | X              |
| 2017   | (Flo Rida ft. Maluma)                        | —                   | —                   | —                   | —                   | —                   | —                   | —                   | —                   | — | X              |